# 게이오
게이오(일본어: 慶應, けいおう)는 일본의 연호(元号) 중 하나이다.
- 전후 : 겐지(元治) 이후 - 메이지(明治) 이전.
- 시기 : 1865년 ~ 1868년
- 천황 : 고메이 천황, 메이지 천황
- 쇼군 : 에도 막부의 도쿠가와 이에모치, 요시노부

## 개원(改元)
- 겐지 2년 4월 7일(1865년 5월 1일), 긴몬 사건(금문의 변)과 사회 불안을 이유로 개원.
- 게이오 4년 9월 8일(1868년 10월 23일), 메이지로 개원된다.
  - 같은해 1월 1일(1868년 1월 25일)로 소급해 적용되었다.

에도 시대 최후의 개원이다. 쇼군 도쿠가와 이에모치는 조정에게 '개원에 대해서는 고메이 천황의 의향에 전적으로 따른다'는 의견서를 냈고, 개원 당일 궁전에서의 의식을 여러 번의 대표에게 공개하는 등, 에도 막부 창설 이래 막부가 지시해왔던 개원제도는 여기서 종언을 고하게 되었다.
또한, 이 「게이오」 개원 때 후보 중 하나로 「헤이세이」가 거론되었으나 채용되지 않았고. 124년 후 1989년 개원 때에 채용되었다.

## 출전
『문선』의 「慶雲應輝」.

## 게이오 시기에 일어난 일
- 2년
  - 고료카쿠가 완성되었다.
- 3년
  - 에에자나이카 민중운동이 일어나다.
  - 10월 14일 : 대정봉환.
  - 12월 9일 : 왕정복고의 영을 반포하다. (왕정복고의 대호령)
- 4년
  - 5월 : 호쿠에쓰 전쟁.

### 죽음
- 2년
  - 도쿠가와 이에모치 (향년 21세)
- 3년
  - 이토 가시타로
  - 사카모토 료마
  - 나카오카 신타로
- 4년
  - 곤도 이사미 (향년 35세)
  - 오키타 소지 (향년 27세)

## 서력과의 대조표
| 게이오 | 원년   | 2년    | 3년    | 4년    |
| 서력   | 1865년 | 1866년 | 1867년 | 1868년 |
| 간지   | 을축   | 병인   | 정묘   | 무진   |

## 같이 보기
- 일본의 연호 일람
- 이즈미 시게치요 : 게이오 원년에 태어나, 1986년, 120세의 나이로 사망한 남성. 마지막 에도 시대 인물이었다.

| 이전 겐지 | 일본의 연호 1865년 ~ 1868년 | 다음 메이지 |